# Demokratie in Bewegung
Demokratie in Bewegung (DiB) war eine Kleinstpartei in Deutschland. Basis für die Parteigründung war eine Petition auf change.org, bei der Initiatoren versprachen, als Partei im September 2017 bei der Bundestagswahl anzutreten, wenn die Petition mindestens 100.000 Unterschriften erreicht. Nachdem dieses Ziel erreicht wurde, wurde am 29. April 2017 in Berlin die Partei Demokratie in Bewegung gegründet. Am 31. März 2025 löste sich die Partei auf.

## Inhaltliches Profil
Im Grundsatzprogramm beruft sich die Partei auf vier Grundwerte:
1. Demokratie, Mitbestimmung, Transparenz
2. Gerechtigkeit in sozialen, politischen, wirtschaftlichen und ökologischen Fragen
3. Weltoffenheit und Vielfalt
4. Zukunftsorientierung und Nachhaltigkeit[4]

Wahlkampf-Forderungen zur Bundestagswahl 2017 wurden auf dem 2. Bundesparteitag am 27. August 2017 in Köln verabschiedet. Die Inhalte dafür wurden basisdemokratisch mit dem Initiativprinzip erarbeitet und dem Bundesparteitag zur finalen Abstimmung vorgeschlagen. Zentral für die Partei ist ein Ethikkodex, der eine Reihe von Verhaltensregeln für Parteimitglieder, „Beweger“ und Fürsprecher (Abgeordnete) niederlegt.
Die Partei hat eine Frauen- und Vielfaltsquote.
Die Partei unterscheidet zwischen ordentlichen Mitgliedern im Sinne des Parteiengesetzes, „Bewegern“, die auf dem sogenannten Marktplatz der Ideen eine permanente Programmentwicklung betreiben, aber kein Mitglied sein müssen und auch keine Mitgliedsbeiträge entrichten, und den Fürsprechern, die als (zukünftige) Abgeordnete die Beschlüsse dieser Basis in den Parlamenten umsetzen sollen.
Die nachfolgenden Punkte sind dem Parteiprogramm entnommen.

### Transparenz und Mitbestimmung
Es wird die Einführung eines Lobbyismus-Registers gefordert, um verdeckte Einflussnahme auf politische Organe zu erschweren. Der Ethikkodex der Partei verpflichtet ihre eigenen Mitglieder zur Offenlegung ihrer Nebeneinkünfte und zu weiteren Maßnahmen, die Lobbyismus bekämpfen sollen. Die Partei nimmt keine Spenden von Unternehmen an.
Die Partei tritt für mehr Mitbestimmung ein, so sollen zum Beispiel Volksentscheide auf Bundesebene durchgeführt werden. Die 5-Prozent-Hürde soll auf 3 Prozent abgesenkt werden, um kleineren Parteien den Einzug in den Bundestag zu erleichtern und so genauer die Meinung der Bevölkerung zu repräsentieren.

### Soziale Gerechtigkeit
Soziale Ungleichheit wird im Grundsatzprogramm thematisiert und es werden Maßnahmen vorgeschlagen, die von einer Reform des Hartz-IV-Gesetzes bis zur Einführung eines bedingungslosen Grundeinkommens reichen. Die Arbeitsbedingungen für Leih- und Zeitarbeiter sollen verbessert werden. Das Rentensystem soll vereinheitlicht und gerechter gestaltet werden.

#### Familienpolitik und Gleichberechtigung
Die Partei fordert die Stärkung des Hebammenberufs, den Ausbau der Ganztagsbetreuung für Kinder und den Abbau der Lohnunterschiede zwischen den Geschlechtern, insbesondere die Abschaffung des Ehegattensplittings. Ebenso tritt sie für die Einführung einer Frauenquote in Führungsgremien ein. Gewalt gegen Frauen soll durch finanzielle Unterstützung für Hilfsorganisationen und Einrichtung von Opferschutzambulanzen bekämpft werden. Die Partei setzt sich für die Rechte von Behinderten ein und fordert Inklusion und zum Beispiel freie Wahl der Wohnform und Anerkennung von Gebärdensprache als Amtssprache. Die vollständige  Gleichstellung der gleichgeschlechtlichen Ehe wird gefordert, die Gleichbehandlung von LSBTTIQ-Menschen soll im Grundgesetz explizit verankert werden.

#### Steuerpolitik
Es wird die Anhebung des Spitzensteuersatzes, die effektivere Besteuerung großer Unternehmen und Bekämpfung der Steuerflucht, die Entlastung unterer und mittlerer Einkommensklassen, und die Einführung einer Finanztransaktionssteuer gefordert.

#### Gesundheitspolitik
Private Krankenversicherungen sollen zugunsten einer einzigen, verpflichtenden gesetzlichen Krankenkasse abgeschafft werden, private Versicherungen sollen nur Zusatzleistungen anbieten können. Das Gesundheitssystem soll modernisiert werden und die Arbeitsbedingungen darin verbessert werden. Die aktive Sterbehilfe wird befürwortet.

### Außenpolitik
Die Partei fordert die Stärkung des EU-Parlaments, unter anderem durch die Einführung des Initiativrechts. Langfristig tritt sie für Gründung einer europäischen, föderalen, parlamentarischen Republik ein.
Bei der Aushandlung von Freihandelsabkommen wie TTIP und CETA fordert die Partei stärkere demokratische Kontrolle und Transparenz, unter anderem durch die Einsetzung einer Ethik-Kommission.
Die Partei plädiert für die Schaffung sicherer Fluchtwege für Flüchtlinge und die internationale Bekämpfung von Fluchtursachen. Die Mittel für Entwicklungszusammenarbeit sollen erhöht werden.
Der Rüstungsexport soll neu geregelt und stark begrenzt werden, und in Konfliktgebiete gänzlich unterbunden werden. Kernwaffen in Deutschland sollen abgezogen werden, ein globales Kernwaffenverbot wird angestrebt.

### Nachhaltigkeit
Die Partei tritt für einen schnellen Umstieg auf erneuerbare Energien und eine Dezentralisierung der Energiepolitik ein. Sie möchte eine Emissionsabgabe auf Kohlendioxid und Methan einführen und so dem Klimawandel entgegenwirken. Die ökologische Landwirtschaft soll gefördert werden, die Massentierhaltung, die Patentierung von lebenden Organismen und der Einsatz von Gentechnik und Glyphosat in der Landwirtschaft sollen abgeschafft werden.

#### Bildung und Digitalisierung
Die Partei fordert, mehr Geld in Bildung zu investieren und kostenlosen Zugang zu Kindertagesstätten und Universitäten anzubieten. Die Schulbildung soll über die Bundesländer vereinheitlicht werden. Die Anbindung der ländlichen Bereiche an das Internet soll ausgebaut werden. Die Partei will es kleineren Künstlern ermöglichen, im Wettbewerb gegenüber größeren Medienkonzernen bestehen zu können und von ihrer Kunst leben zu können. Die Partei tritt gegen Massenüberwachung ein und steht der Online-Durchsuchung, zum Beispiel durch einen „Staatstrojaner“, kritisch gegenüber.

#### Infrastruktur
Die Partei positioniert sich gegen die Privatisierung öffentlicher Infrastruktur und fordert grundgesetzlich verankerte Netzneutralität für z. B. Elektrizität, Telekommunikation, Straßen und Eisenbahn. Der Abwanderung aus ländlichen Räumen soll durch Erhöhung der Lebensqualität entgegengewirkt werden. Das Verkehrssystem soll im Sinne einer Verkehrswende gerechter und umweltfreundlicher gestaltet werden.

## Organisationsstruktur

### Parteivorstand
Der aktuelle Vorstand ist seit dem 30. September 2023 im Amt. Parteivorsitzende sind Sabine Onayli und Guido Drehsen, das Schatzmeisteramt wird von Andreas Bergen ausgefüllt. Weitere Mitglieder im Bundesvorstand sind Dagmar Donauer, Paula (Liv) Gottmann, Julia Altmeyer und Stefan Fischer.

#### Frühere Vorsitzende
- 29. April 2017 bis 22. Juni 2019: Alexander Plitsch und Julia Beerhold[20][21]
- 22. Juni 2019 bis 24. Oktober 2020: Franka Kretschmer und Guido Drehsen[22]
- 24. Oktober 2020 bis 5. Dezember 2021: Sigrid Ott und Guido Drehsen[23]

### Landesverbände
Es bestehen Landesverbände in 12 Bundesländern; in Bremen, Hamburg, Hessen und Mecklenburg-Vorpommern gibt es keinen Landesverband.
Die ursprünglich 16 Landesverbände wurden innerhalb von fünf Wochen nach der Gründung des Bundesverbandes gegründet. Die Auflösung des Landesverbandes in Bremen wurde formal auf dem 5. Bundesparteitag am 22. Juni 2019 bestätigt. Die Auflösung des Landesverbands Nordrhein-Westfalen wurde auf dem 7. Bundesparteitag am 24. Oktober 2020 bestätigt. Ebenso wurde beschlossen, dass sich der Hamburger Landesverband auflöst, sofern sich kein Gebietsverband bildet oder eine anderweitige Lösung gefunden wird. Zum 31. März 2021 hat sich der Hamburger Landesverband aufgelöst.
Am 1. Mai 2021 wurde der Landesverband Nordrhein-Westfalen auf der Gründungsveranstaltung in Düsseldorf wieder neu gegründet. Die Auflösung des Landesverbands Mecklenburg-Vorpommern wurde auf dem 9. Bundesparteitag am 1. Oktober 2022 bestätigt.

### Mitglieder
Die Partei hat 165 bestätigte Parteimitglieder (Stand 5. Oktober 2023), der Frauenanteil beträgt 32 %. Hinzu kommen 1264 (Stand 5. Oktober 2023) bestätigte „Beweger“ auf dem Marktplatz der Ideen und dem Plenum der Beweger, die Initiativen ausarbeiten.

## Teilnahme an Wahlen
Die Partei trat in acht Bundesländern (Bayern, Baden-Württemberg, Berlin, Hamburg, Niedersachsen, Nordrhein-Westfalen, Sachsen und Sachsen-Anhalt) zur Bundestagswahl 2017 an. Sie errang bundesweit 60.826 Zweitstimmen, was 0,1 % entspricht. Ihre besten Ergebnisse erreichte die Partei in den beiden Bundesländern Hamburg und Berlin mit jeweils 0,4 %. Ihr bestes Wahlkreisergebnis erhielt sie im Berliner Wahlkreis Friedrichshain-Kreuzberg – Prenzlauer Berg Ost mit 0,7 %.
DiB unterstützte bei der Europawahl 2019 die sonstige politische Vereinigung Demokratie in Europa – DiEM25, den deutschen Wahlfügel von DiEM25.
Die DiB trat zur Landtagswahl in Baden-Württemberg 2021 in 3 von 70 Wahlkreisen an und erhielt insgesamt 1005 Stimmen, was einem Anteil von 0,0 % landesweit entspricht.
Außerdem trat die Partei zur Landtagswahl in Mecklenburg-Vorpommern 2021 über die Landesliste und ohne direkten Kandidaten an und erzielte 583 Zweitstimmen (0,1 %).
Die Partei trat in Baden-Württemberg und Rheinland-Pfalz mit einer Landesliste zur Bundestagswahl 2021 an. Sie erzielte bundesweit 2609 Erststimmen und 7184 Zweitstimmen, was jeweils einem Anteil von 0,0 % entspricht.
Für die Teilnahme an der Europawahl 2024 gelang es der Partei nicht, ausreichend Unterstützungsbekundungen einzusammeln.

## Selbstauflösung im Jahr 2025
Infolge der COVID-19-Pandemie fiel es der Partei zunehmend schwer, ausreichend Unterstützung für die aktive Parteiarbeit zu erhalten. Nachdem die Teilnahme an der Europawahl 2024 nicht gelang und eine interne Befragung nur geringe Bereitschaft für eine aktive Unterstützung bei einer möglichen Kandidatur zur Bundestagswahl 2025 ergab, sprach sich der Vorstand für eine Selbstauflösung der Partei aus. Ein entsprechender Antrag wurde auf dem Bundesparteitag am 28. September 2024 in Wetzlar getroffen und anschließend per Mitgliederurabstimmung Anfang Januar 2025 bestätigt. Die Partei hat sich zum 31. März 2025 aufgelöst. In Leinfelden-Echterdingen hat sich daraus anschließend eine Wählervereinigung gegründet.